# Поздняков Володимир Володимирович
Володимир Володимирович Поздняков (рос. Владимир Владимирович Поздняков; 25 вересня 1980, м. Дрезна, СРСР) — російський хокеїст, центральний нападник.
Хокеєм почав займатися у 1987 році (перший тренер — Ю. Г. Парамошкін). Вихованець спортшколи XK «Кристал» м. Електросталь. Виступав за: «Кристал»/«Елемаш» (Електросталь), «Спартак» (Москва), «Динамо» (Москва), «Металург» (Новокузнецьк), ЦСКА (Москва), «Кристал» (Саратов), «Хімік» (Воскресенськ), «Хімік» (Митищі), ХК «Дмитров», «Хімік-СКА» (Новополоцьк), ХК «Рязань», «Аріада-Акпарс» (Волжськ).
У складі юніорської збірної Росії бронзовий призер чемпіонату Європи 1998.